# Raciu (Dâmbovița)
Raciu è un comune della Romania di 3 352 abitanti, ubicato nel distretto di Dâmbovița, nella regione storica della Muntenia.
Il comune è formato dall'unione di 3 villaggi: Raciu, Siliștea, Șuța Seacă.